# تاريخ جولة ستة أسابيع
تاريخ جولة ستة أسابيع عبر جزء من فرنسا وسويسرا وألمانيا وهولندا؛ مع رسائل تصف جولة بالشراع حول بحيرة جنيف والأنهار الجليدية في شاموني (بالإنجليزية: History of a Six Weeks' Tour through a part of France, Switzerland, Germany, and Holland; with Letters Descriptive of a Sail Round the Lake of Geneva and of the Glaciers of Chamouni) هي قصة سفر كتبها المؤلفان الرومانسيان الإنجليزيان ماري شيلي وبيرسي بيش شيلي. نُشرت بشكل مجهول في عام 1817، ويصف رحلتين لماري وبيرسي وأخت ماري، كلير كليرمونت : واحدة عبر أوروبا في عام 1814، وواحدة إلى بحيرة جنيف في عام 1816. ينقسم النص إلى ثلاثة أقسام، ويتكون من يوميات وأربعة رسائل وقصيدة بيرسي شيلي " مونت بلانك ". بصرف النظر عن القصيدة والمقدمة والرسالتين، كُتب النص ونُظم بشكل أساسي بواسطة ماري شيلي. في عام 1840، راجعت اليوميات والرسائل، وأعادت نشرها ضمن مجموعة من كتابات بيرسي شيلي.
يُعدّ هذا الكتاب نموذجًا فريدًا من نوعه في سياق سرديات السفر الرومانسية، حيث يروي رحلة استثنائية تُمتدّ على مدار ستة أسابيع. يُظهر الكتاب رغبة المؤلفات في استكشاف تجارب جديدة ومثيرة، ممّا يُضفي عليه طابعًا عفويًا وحماسيًا. تُلمح بعض العناصر الرومانسية في العمل إلى توجهات سياسية راديكالية قد لا تكون واضحة للقراء في القرن التاسع عشر. ولكن ما يُميز هذا العمل حقًا هو مناقشته الصريحة للسياسة، بما في ذلك الإشادة بالثورة الفرنسية والثناء على فيلسوف التنوير جان جاك روسو. وقد كان من غير المألوف في ذلك الوقت، خاصة بالنسبة لامرأة كاتبة، أن تُدرج مثل هذه الأفكار في سرد سفر.
على الرغم من ضعف مبيعاته، إلا أن "تاريخ جولة ستة أسابيع" تلقى تقييمات إيجابية. في اقتراحها لقصة سفر أخرى لناشرها في عام 1843، ادعت ماري شيلي أن «جولتي التي استغرقت 6 أسابيع جلبت لي الكثير من الثناء».

## خلفية السيرة الذاتية

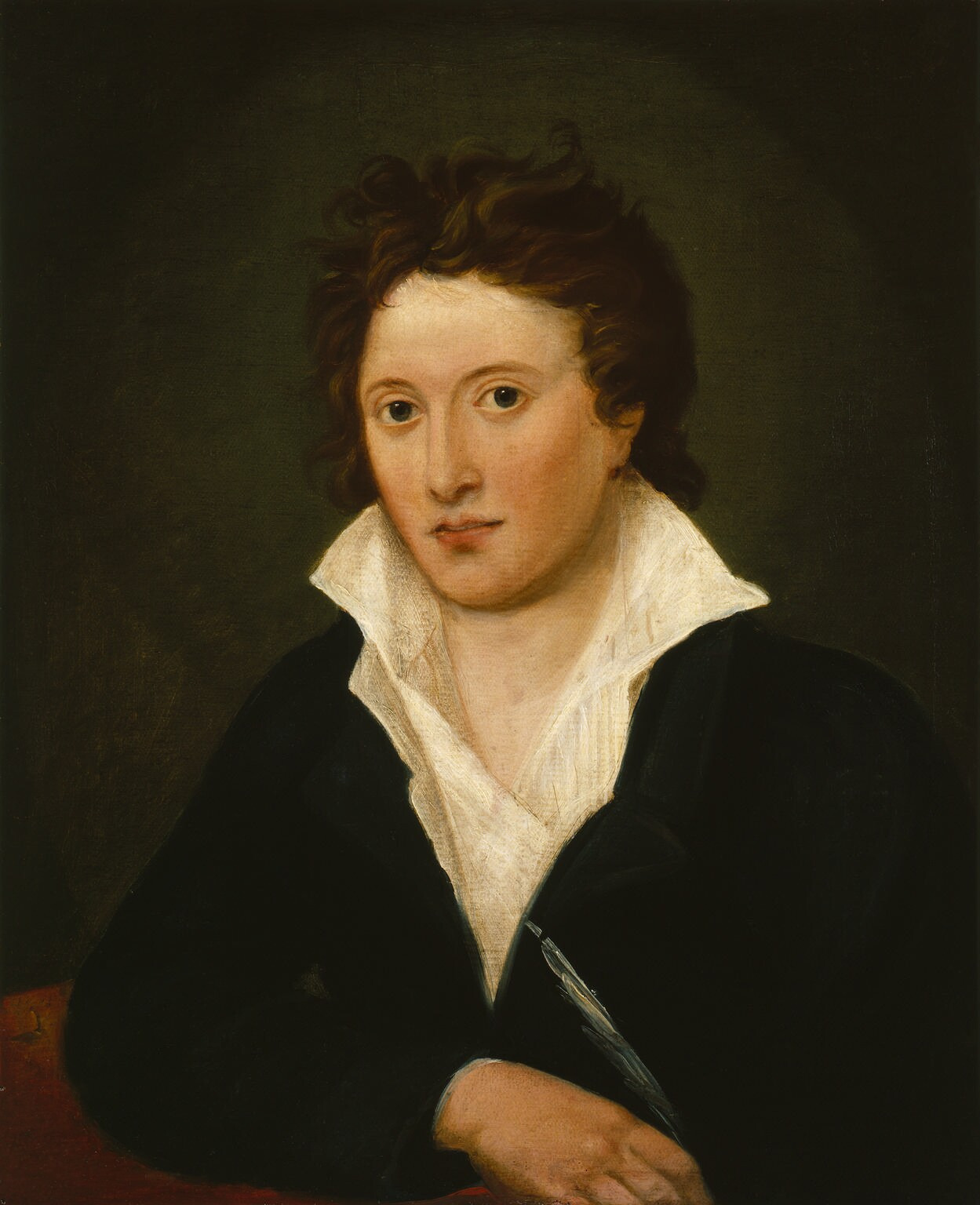
لقد تشرب بيرسي بيش شيلي فلسفته الراديكالية من كتاب العدالة السياسية لوليام جودوين. (1819)

التقت ماري جودوين وبيرسي شيلي ووقعا في الحب في عام 1814. زار بيرسي شيلي عائلة جودوين في البداية لأنه كان مهتمًا بمقابلة بطله الفلسفي، والد ماري، ويليام جودوين . ومع ذلك، سرعان ما بدأت ماري وبيرسي في لقاء سري، على الرغم من حقيقة أن بيرسي كان متزوجًا بالفعل. مما أثار استياء ماري أن والدها رفض علاقتهما خارج نطاق الزواج وحاول إحباط العلاقة. في 28 يوليو 1814، غادرت ماري وبيرسي سرًا إلى فرنسا، ورافقتهم أخت ماري، كلير كليرمونت.
سافر الثلاثي لمدة ستة أسابيع، من 28 يوليو إلى 13 سبتمبر 1814، عبر فرنسا وسويسرا وألمانيا وهولندا؛ ولكن بسبب ضيقهم المالي، اضطروا للعودة إلى إنجلترا. واجهوا عند عودتهم العديد من التحديات: كانت ماري حاملًا بطفل سيموت بعد فترة قصيرة، ووجدت هي وبيرسي نفسيهما مفلسين، وفوجئت ماري برفض والدها التواصل معها.
في مايو 1816، سافرت ماري جودوين وبيرسي شيلي وطفلهما الثاني إلى جنيف مع كلير كليرمونت. لقد أمضوا أشهر الصيف مع الشاعر الرومانسي اللورد بايرون، ولكن كما كتبت ماري شيلي لاحقًا عن سنة بلا صيف، « أثبت أن الصيف الرطب وغير اللطيف والمطر المتواصل غالبًا ما حبسنا لعدة أيام في المنزل». أمضت المجموعة وقتها في الكتابة وركوب القوارب في بحيرة جنيف والتحدث في وقت متأخر من الليل. أثناء جلوسهم حول مدفأة حطب في فيلا بايرون، استمتعت الشركة أيضًا بقراءة قصص الأشباح الألمانية، مما دفع بايرون إلى اقتراح أن يكتب كل منهم قصته الخارقة للطبيعة. بدأت ماري جودوين في كتابة ما افترضت أنه قصة قصيرة، ولكن بتشجيع وتعاون بيرسي شيلي، قامت بتوسيع هذه الحكاية إلى روايتها الأولى، فرانكشتاين: أو بروميثيوس الحديث.
عادت ماري وبيرسي وكلير إلى إنجلترا في سبتمبر، وفي 30 ديسمبر 1816 تزوج بيرسي وماري (بعد أسبوعين من وفاة زوجة بيرسي الأولى)، مما أدى إلى رأب الصدع العائلي. في مارس 1817، انتقلت عائلة شيليز وكلير إلى مارلو، باكينجهامشير ‏. في مارلو، كانوا يستمتعون بأصدقائهم، ويعملون بجد في كتاباتهم، وكثيرًا ما يناقشون السياسة. في أوائل صيف عام 1817، أنهت ماري شيلي رواية فرانكشتاين، التي نُشرت دون الكشف عن هويتها في يناير 1818. بدأت أيضًا العمل في تاريخ جولة ستة أسابيع ، والذي نُشر في نوفمبر 1817.

## التأليف والنشر

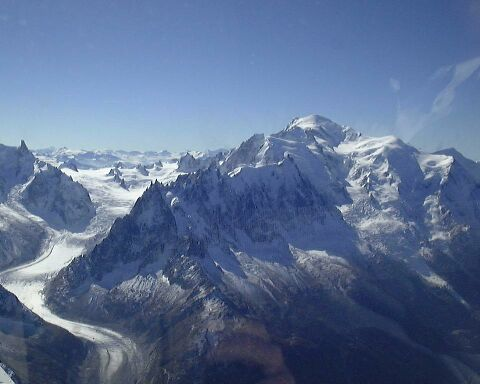
كان مونت بلانك ونهر الجليدي من النقاط المحورية في رحلة عائلة شيلي عام 1816.

في صيف عام 1817، بدأت ماري شيلي في تجميع مذكرات الزوجين المشتركة من رحلتهما عام 1814 إلى كتاب سفر. عند النقطة التي قررت فيها تضمين الرسائل من رحلة جنيف عام 1816 وقصيدة بيرسي شيلي «مونت بلانك» غير واضحة، ولكن بحلول 28 سبتمبر، أصبحت اليوميات والرسائل نصًا واحدًا. بحلول منتصف أكتوبر، كانت تصنع نسخًا عادلة للصحافة وتصحح وتنسخ «رواية فرانكنشتاين» للنشر بينما كان بيرسي يعمل على «ثورة الإسلام ‏». ربما صحح بيرسي وحرر قسم اليوميات بينما فعلت ماري نفس الشيء بالنسبة لرسائله. ظهرت الإعلانات عن العمل في 30 أكتوبر في كرونيكل الصباح ‏ وفي 1 نوفمبر في ذا تايمز ، واعدًا بإصداره في 6 نوفمبر. ومع ذلك، لم يتم نشر العمل فعليًا حتى 12 و13 نوفمبر. كان هذا أول عمل منشور لماري شيلي. 
يبدأ تاريخ جولة الستة أسابيع بـ «مقدمة»، كتبها بيرسي شيلي، متبوعة بقسم اليوميات. تتكون اليوميات من إدخالات محررة من المذكرات المشتركة التي احتفظ بها بيرسي وماري شيلي خلال رحلتهما إلى القارة في عام 1814، وتحديدًا تلك في الفترة من 28 يوليو إلى 13 سبتمبر 1814. من بين 8500 كلمة في قسم اليوميات، هناك 1150 كلمة من مدخلات بيرسي ونُسخت حرفيًا أو أُعيد صياغتها قليلاً. تقريبًا كل المقاطع التي تصف السمو موجودة بكلمات بيرسي. عندما تحولت ماري إلى مدخلاتها الخاصة، راجعتها بشكل ملحوظ؛ وفقًا لجين موسكال، محررة الطبعة النهائية الأخيرة من الجولة، «لم يتبق شيء تقريبًا من صياغتها الأصلية». حتى أنها قامت بتضمين أقسام من يوميات كلير كليرمونت.
يتكون القسم الثاني من النص من أربع «رسائل كتبت أثناء إقامة لمدة ثلاثة أشهر في ضواحي جنيف، في صيف عام 1816». الحرفان الأولان موقعان بالحرف "M" والحرفين الثانيين بالحرف "S". الأولان يُنسبان إلى ماري شيلي، لكن أصلهما غامض. كما كتب موسكال، «الاستدلال الواضح هو أنها نسخ أدبية من الرسائل الخاصة المفقودة إلى فاني جودوين»، أخت ماري شيلي غير الشقيقة التي بقيت في إنجلترا والتي تراسلت معها أثناء الرحلة. ومع ذلك، يشير موسكال أيضًا إلى وجود دفتر ملاحظات مفقود لماري شيلي يعود تاريخه إلى هذا الوقت بالتحديد، والذي يمكن أن تكون المادة الموجودة في هذه الرسائل قد أتت منه: «من المحتمل جدًا أن يحتوي هذا الدفتر على نفس النوع من مزيج الإدخالات التي كتبتها كل من شيلي والتي تعرض دفاتر اليوميات الأولى الباقية (يوليو 1814 - مايو 1815) والثانية (يوليو 1816 - يونيو 1819)....علاوة على ذلك، تحتوي الرسالة الأولى على أربعة فقرات قصيرة عُثر عليها حرفيًا تقريبًا في رسالة بي بي شيلي بتاريخ 15 مايو إلى تي إل بيكوك .» الحرفان الثالث والرابع عبارة عن إدخال في دفتر يومية ماري ليوم 21 يوليو وأحد رسائل بيرسي إلى بيكوك.
يتكون القسم الثالث من النص فقط من قصيدة بيرسي «جبل بلانك. سطور مكتوبة في وادي شاموني»؛ كان هذا هو النشر الأول والوحيد للقصيدة في حياته. لقد جادل الباحث الرائد في بيرسي شيلي دونالد ريمان بأن تاريخ جولة ستة أسابيع رُتب بحيث تؤدي إلى "مونت بلانك". ومع ذلك، فإن أولئك الذين يعتبرون العمل في المقام الأول عبارة عن رواية سفر خلابة يجادلون بأن أوصاف مشاهد جبال الألب كانت مألوفة لدى جماهير أوائل القرن التاسع عشر ولم يتوقعوا ذروة شعرية.
في عام 1839، رُوجع تاريخ جولة ستة أسابيع وأُعيد نشره تحت عنوان "مذكرات جولة ستة أسابيع" و"رسائل من جنيف" في مقالات ورسائل من الخارج وترجمات وشظايا، بقلم بيرسي بيش شيلي، وحررت بواسطة السيدة شيلي (1840). ورغم أن هذه الأعمال لم تكن لزوجها، إلا أنها قررت إدراجها لأنها كانت "جزءًا من حياته"، كما أوضحت لصديقها لي هنت . ألحقت الأحرف الأولى من اسمها بالأعمال للإشارة إلى تأليفها. كما يوضح موسكال، "تم حل وحدة مجلد 1817 كمجلد" لإفساح المجال لسيرة بيرسي شيلي. بعد غرق بيرسي شيلي عام 1822، منع والده ماري شيلي من كتابة مذكرات أو سيرة ذاتية للشاعر. لذلك أضافت ملاحظات مهمة عن سيرته الذاتية إلى المجموعات المحررة من أعماله. تحتوي نسخة 1840 من تاريخ جولة ستة أسابيع على أربعة أنواع رئيسية من التغييرات وفقًا لموسكال: "(i) التحديث وتصحيح التهجئة وعلامات الترقيم والفرنسية (ii) الابتعاد عن العلاقة العائلية مع كلير كليرمونت (iii) حساسية متزايدة للهوية الوطنية (4) تقديم المسافرين كدائرة للكتابة والقراءة أيضًا. ونتيجة لهذه التغييرات، ضُمن المزيد من كتابات بيرسي شيلي في نسخة 1840 مقارنة بنسخة 1817. في عام 1845، نشرت ماري شيلي طبعة من مجلد واحد مع تغييرات طفيفة إضافية، بناءً على نسخة عام 1840.

## الملاحظات والمراجع

### الملحوظات
1. ↑  من المعروف الآن أن العواصف العنيفة كانت نتيجة لثوران بركان جبل تامبورا في إندونيسيا في العام السابق.[5]
2. ↑  لم يُنشر «فرانكشتاين »حتى يناير 1818.[14]
3. ↑  وهذا يعني أن المقاطع التي تصف الله في الطبيعة، وتجارب الرعب والرهبة، ونقل الروح، وخاصة الشعور بالإرهاق من عظمة الطبيعة.[15]للحصول على قائمة مفصلة بالجمل التي تم نسخها حرفيًا، راجع The Prose Works of Percy Bysshe Shelley.[16]

### معلومات كاملة للمراجع
- Bennett، Betty T. (1998). Mary Wollstonecraft Shelley: An Introduction. Baltimore: مطبعة جامعة جونز هوبكينز. ISBN:0-8018-5976-X.
- Colbert، Benjamin (1999). "Contemporary Notice of the Shelleys' History of a Six Weeks' Tour: Two New Early Reviews". Keats-Shelley Journal. ج. 48: 22–29. ISSN:0453-4387. JSTOR:30213019.
- Fisch، Audrey A.؛ Mellor، Anne K.؛ Schor، Esther H. (1993). "Introduction". في Fisch، Audrey A.؛ Mellor، Anne K.؛ Schor، Esther H. (المحررون). The Other Mary Shelley: Beyond Frankenstein. Oxford: دار نشر جامعة أكسفورد. ص. 3–14. ISBN:9780195077407.
- Fludernik، Monika (5 نوفمبر 2001). "Sublime". Sublime. The Literary Encyclopedia. مؤرشف من الأصل في 2023-11-16. (الاشتراك مطلوب)
- Jones، Angela D. (1994). "Lying Near the Truth: Mary Shelley Performs the Private". في Conger، Syndy M.؛ Frank، Frederick S.؛ O’Dea، Gregory (المحررون). Iconoclastic Departures: Mary Shelley after Frankenstein. Teaneck, NJ: Fairleigh Dickinson University Press. ص. 19–34. ISBN:9780838636848.
- Labbe، Jacqueline M. (1992). "A Family Romance: Mary Wollstonecraft, Mary Godwin, and Travel". Genre. Duke University Press. ج. 25: 211–228. eISSN:2160-0228. hdl:2027/mdp.39015067497654. ISSN:0016-6928.
- Moskal، Jeanne (1996). "Introductory note". في Moskal، Jeanne (المحرر). The Novels and Selected Works of Mary Shelley. The Pickering Masters. W. Pickering: London. ج. 8, Travel Writing. ISBN:1-85196-076-7.
- Moskal، Jeanne (2003). "Travel writing". في Schor، Esther H. (المحرر). The Cambridge Companion to Mary Shelley. Cambridge Companions to Literature. Cambridge: مطبعة جامعة كامبريدج. ص. 242–258. DOI:10.1017/CCOL0521809843.016. ISBN:9780511998829 – عبر مطبعة جامعة كامبريدج.
- Nitchie، Elizabeth (Winter 1961). "Mary Shelley, Traveler". Keats-Shelley Journal. ج. 10: 29–42. ISSN:0453-4387. JSTOR:30210085.
- Rieder، John (Winter 1981). "Shelley's 'Mont Blanc': Landscape and the Ideology of the Sacred Text". ELH. مطبعة جامعة جونز هوبكينز. ج. 48 ع. 4: 778–798. DOI:10.2307/2872961. eISSN:1080-6547. ISSN:0013-8304. JSTOR:2872961.
- Seymour، Miranda (2000). Mary Shelley. London: John Murray. ISBN:0-7195-5711-9.
- Shelley، Mary؛ Shelley، Percy (1817). History of a Six Weeks' Tour through a part of France, Switzerland, Germany, and Holland; with Letters Descriptive of a Sail Round the Lake of Geneva and of the Glaciers of Chamouni. London: T. Hookham, Jr. and C. and J. Ollier. hdl:2027/uc2.ark:/13960/t22b8zr78 – عبر HathiTrust.
- Shelley، Percy Bysshe (1993). Murray، E. B. (المحرر). The Prose Works of Percy Bysshe Shelley. Oxford: دار نشر جامعة أكسفورد. ج. I. ISBN:0-19-812748-0.
- Smith، Johanna M. (1996). Mary Shelley. New York: Twayne. ISBN:0-8057-7045-3.
- Spark، Muriel (1987). Mary Shelley. London: Cardinal. ISBN:0-7474-0318-X.
- St Clair، William (1989). The Godwins and the Shelleys: The Biography of a Family. London: Faber & Faber. ISBN:0-571-15422-0.
- Sunstein، Emily W. (1991). Mary Shelley: Romance and Reality. Baltimore: مطبعة جامعة جونز هوبكينز. ISBN:0-8018-4218-2.

## روابط خارجية
- History of a Six Weeks' Tour at the Internet Archive
- History of a Six Weeks' Tour at HathiTrust
- History of a Six Weeks' Tour public domain audiobook at LibriVox